# Îngerul Bunei Vestiri
Îngerul Bunei Vestiri este o pictură realizată de Leonardo da Vinci în jurul anului 1503. Pictura este descrisă de Vasari. Un desen supraviețuiește printre studiile pentru Bătălia de la Anghiari, iar o copie se află în Kunstmuseum din Basel.